# (256537) Zahn
(256537) Zahn est un astéroïde de la ceinture principale.

## Description
(256537) Zahn est un astéroïde de la ceinture principale. Il fut découvert le 10 avril 2007 à l'observatoire de Saint-Sulpice par Bernard Christophe. Il présente une orbite caractérisée par un demi-grand axe de 3,18 UA, une excentricité de 0,10 et une inclinaison de 13,7° par rapport à l'écliptique.

## Compléments